# Kolonia Maszewo
Kolonia Maszewo – kolonia w Polsce, położona w województwie zachodniopomorskim, w powiecie goleniowskim, w gminie Maszewo.
W latach 1975–1998 kolonia położona była w województwie szczecińskim.